# Смоленска АЕЦ
Смоленската АЕЦ (на руски: Смоленская АЭС) е атомна електроцентрала в Русия. Разположена е в Смоленска област, на около 100 km югоизточно от град Смоленск. Това е най-голямата атомна електроцентрала в северозападната част от страната. Разполага с три действащи РБМК-1000 реактора. Строителството на четвърти енергоблок е преустановено през 1993 г.
Близкото атомно градче Десногорск е основано, когато започва строителството на атомната електроцентрала. В Смоленската АЕЦ работят над 3 хиляди души. Планира се в бъдеще РБМК реакторите да бъдат изведени извън експлоатация и да бъдат заменени с реактори тип ВВЕР-ТОИ на нова строителна площадка.